# وضعیت زرد
وضعیت زرد یک مجموعه تلویزیونی طنز سیتکامی ایرانی است که تا کنون دو فصل آن پخش شده است. کارگردان این سریال مجید رستگار و بازیگردان آن محمدرضا شهبازی است. فصل اول این سریال از شبکه سه سیما در ۱۳ قسمت از ۱ مرداد ۱۴۰۰ تا ۱۵ مرداد ۱۴۰۰ پخش شد. تهیه‌کننده فصل اول حامد بامروت‌نژاد و نویسنده آن علی عموکاظمی بر عهده دارد. فصل دوم با عنوان وضعیت زرد ۲ از شبکه دو سیما در ۲۸ قسمت از ۲۸ خرداد ۱۴۰۱ تا ۵ مرداد ۱۴۰۱ پخش شد. تهیه کننده فصل دوم مسعود ملکی و سرپرست نویسندگان آن محمدرضا شهبازی است. فصل سوم نیز قرار بود در نوروز ۱۴۰۲ بر روی آنتن برود که به زمان دیگری موکول شد.

## خلاصه داستان

### فصل اول
سریال داستان دکتر سعید کاظمی (زین‌العابدین تقی‌پور) یکی از دانشمندان سازمان انرژی اتمی ایران را روایت می‌کند که در تعدیل نیرو از این سازمان اخراج می‌شود. بنابراین او به توصیه‌ی دایی‌اش (مهران رجبی) برای کار به خبرگزاری پسرخاله‌اش، رضا فروزان (حسام خلیل‌نژاد) می‌رود. در دفترکار رضا فروزان یک روانشناس به نام سامان کزازی (محمد مهدی رضایی) و یک عکاس (آرش ماهان‌کیا) نیز کار می‌کنند. از طرفی سعید در شرف ازدواج با فرزانه شادرو (بهار داورزنی) است. 

### فصل دوم
حمید جنیدی (مهران رجبی) در پرواز هواپیما متوجه مورد مشکوک به بمب گذاری توسط اکرم اقبالی (مریم سعادت) می‌شود. اما پس از بی نتیجه بودن شک او، عاشق اکرم اقبالی می‌شود. سعید کاظمی معلم کنکور شده و پس از عروسی اکنون با فرزانه در خانه مشترک زندگی می‌کنند که ماجراهای مختلفی برایشان رخ می‌دهد.

## بازیگران
| بازیگر             | نقش             | توضیحات             | فصل‌ها |
| ------------------ | --------------- | ------------------- | ----- |
| زین‌العابدین تقی‌پور | دکتر سعید کاظمی | دانشمند هسته‌ای      | ۱٬۲   |
| حسام خلیل‌نژاد      | رضا فروزان      | پسر خاله سعید کاظمی | ۱٬۲   |
| آرش ماهان‌کیا       | آرش ماهان‌کیا    | عکاس                | ۱٬۲   |
| محمد مهدی رضایی    | سامان کزازی     | روانشناس            | ۱٬۲   |
| مهران رجبی         | حمید جنیدی      | دایی سعید کاظمی     | ۱٬۲   |
| بهار داورزنی       | فرزانه شادرو    | همسر سعید کاظمی     | ۱٬۲   |
| مریم سعادت         | اکرم اقبالی     | همسر حمید جنیدی     | ۲     |

| بازیگر               | نقش            | توضیحات                             | فصل‌ها |
| -------------------- | -------------- | ----------------------------------- | ----- |
| مجید شهریاری         |                | کارمند کارگزینی سازمان انرژی هسته‌ای | ۱٬۲   |
| سوسن پرور            |                | زن آتیله                            | ۱     |
| علی سلیمانی          |                | پدر زن سعید کاظمی                   | ۱     |
| آیلار عباسی          | مائده فروزان   | دختر رضا فروزان                     | ۱٬۲   |
| علی دلپیشه           |                | عاقد                                | ۱٬۲   |
| کریم قربانی          |                | راننده تاکسی                        | ۱     |
| اصغر سمسارزاده       |                | دکتر                                | ۱     |
| محمد امین میمندیان   |                | استندآپ کمدین                       | ۱     |
| امیر غفارمنش         | فرزاد          | مرد افسرده                          | ۱     |
| پانته‌آ کیقبادی       |                | زن صاحب گربه                        | ۱     |
| اکبر مددی            |                | پیرمرد مسجدی                        | ۱     |
| مریم نیک‌رفتار        |                | مادر آرش                            | ۱٬۲   |
| علیرام نورایی        | عباس هادیان    | ورزشکار تیم ملی                     | ۲     |
| خسرو احمدی           | چناربندی       | مدیر گاوداری                        | ۲     |
| صدر الدین حجازی      |                | مرد صاحب بنگاه املاک                | ۲     |
| مهدی فقیه            | بابایی         | پدربزرگ سیامک                       | ۲     |
| عرفان برزین          | سیامک          | دانش‌آموز سعید                       | ۲     |
| مهرداد فلاحتگر       |                | مدیر حراست پرواز                    | ۲     |
| ماشالله شاهمرادی‌زاده | مقداد          | امنیت پرواز                         | ۲     |
| علی کاظمی            |                | میاندار زورخانه                     | ۲     |
| بهراد خرازی          | عبدالسلام      | مسافر نیجریه‌ای                      | ۲     |
| ساقی زینتی           | شراره          | دوست اکرم                           | ۲     |
| خشایار راد           |                | وکیل اکرم                           | ۲     |
| سلمان فرخنده         | دکتر جاهد      | دانشمند هسته‌ای                      | ۲     |
| اصغر حیدری           | سینماچی        |                                     | ۲     |
| علی عبدالعالی        | دکتر عبدالعالی |                                     | ۲     |
| رسول سلیمیان         | فهیم مرزوقی    | پسر مرزوقی نماینده مجلس             | ۱٬۲   |
| سامان غنائمی         | یونس           | پسر اکرم اقبالی                     | ۲     |
| مجید قناد            | عمو قناد       |                                     | ۲     |
| فرشاد کلباسی         | دانیالی        | مدیر موسسه خیریه                    | ۱٬۲   |
| سحر خزائلی           | میترا کامروا   | بازیگر معروف                        | ۲     |

## قسمت‌ها
| شماره | عنوان                                | تاریخ انتشار اصلی | زمان     |
| ----- | ------------------------------------ | ----------------- | -------- |
| ۱     |                                      | ۱ مرداد ۱۴۰۰      | ۳۴ دقیقه |
| ۲     | «اصلاح‌طلب، اصولگرا دیگه تمومه ماجرا» | ۲ مرداد ۱۴۰۰      | ۳۹ دقیقه |
| ۳     | «عروسک‌های فرنگی»                     | ۳ مرداد ۱۴۰۰      | ۳۱ دقیقه |
| ۴     | «بکشم و معروفم کن!»                  | ۴ مرداد ۱۴۰۰      | ۳۲ دقیقه |
| ۵     | «سلطان موز»                          | ۵ مرداد ۱۴۰۰      | ۳۱ دقیقه |
| ۶     | «مصائب یک نخ سیگار»                  | ۶ مرداد ۱۴۰۰      | ۳۰ دقیقه |
| ۷     | «آقازاده»                            | ۷ مرداد ۱۴۰۰      | ۳۵ دقیقه |
| ۸     | «لجبازی میو میو»                     | ۹ مرداد ۱۴۰۰      | ۴۰ دقیقه |
| ۹     | «به عقب برمی‌گردیم»                   | ۱۰ مرداد ۱۴۰۰     | ۴۱ دقیقه |
| ۱۰    | «رئیس‌جمهور ساده‌زیست»                 | ۱۱ مرداد ۱۴۰۰     | ۳۳ دقیقه |
| ۱۱    | «همه چیزتان را به بورس بسپارید»      | ۱۲ مرداد ۱۴۰۰     | ۴۳ دقیقه |
| ۱۲    | «تحریم سعید»                         | ۱۳ مرداد ۱۴۰۰     | ۳۴ دقیقه |
| ۱۳    | «داماد رفته مین بچینه»               | ۱۵ مرداد ۱۴۰۰     | ۴۳ دقیقه |

| شماره | عنوان                    | تاریخ انتشار اصلی | زمان     |
| ----- | ------------------------ | ----------------- | -------- |
| ۱     | «بمب ساعتی»              | ۲۸ خرداد ۱۴۰۱     | ۴۷ دقیقه |
| ۲     | «دایی عاشق می‌شود»        | ۲۹ خرداد ۱۴۰۱     | ۴۸ دقیقه |
| ۳     | «آرش در نقشش فرو می‌رود»  | ۳۰ خرداد ۱۴۰۱     | ۴۳ دقیقه |
| ۴     | «گالری قاشق»             | ۳۱ خرداد ۱۴۰۱     | ۴۶ دقیقه |
| ۵     | «مافیای کنکور»           | ۱ تیر ۱۴۰۱        | ۴۶ دقیقه |
| ۶     | «ماشین سامان پرید»       | ۴ تیر ۱۴۰۱        | ۴۹ دقیقه |
| ۷     | «رخصت پهلوون»            | ۵ تیر ۱۴۰۱        | ۴۷ دقیقه |
| ۸     | «نامزد ریاست جمهوری»     | ۶ تیر ۱۴۰۱        | ۴۷ دقیقه |
| ۹     | «مسافری از نیجریه»       | ۷ تیر ۱۴۰۱        | ۴۶ دقیقه |
| ۱۰    | «استخاره بدون صف»        | ۱۱ تیر ۱۴۰۱       | ۳۰ دقیقه |
| ۱۱    | «استندآپ دانشمند هسته‌ای» | ۱۲ تیر ۱۴۰۱       | ۵۴ دقیقه |
| ۱۲    | «پرشیای شیشه دودی»       | ۱۳ تیر ۱۴۰۱       | ۴۶ دقیقه |
| ۱۳    | «زورگیری»                | ۱۴ تیر ۱۴۰۱       | ۳۳ دقیقه |
| ۱۴    | «دو سلبریتی عاشق»        | ۱۸ تیر ۱۴۰۱       | ۴۰ دقیقه |
| ۱۵    | «در جستجوی همسر آرش»     | ۱۹ تیر ۱۴۰۱       | ۵۱ دقیقه |
| ۱۶    | «یک دورهمی مجردی مردانه» | ۲۰ تیر ۱۴۰۱       | ۴۶ دقیقه |
| ۱۷    | «فرار از سربازی»         | ۲۱ تیر ۱۴۰۱       | ۴۹ دقیقه |
| ۱۸    | «اقدام علیه امنیت ملی»   | ۲۲ تیر ۱۴۰۱       | ۵۴ دقیقه |
| ۱۹    | «گریه‌های شبانه»          | ۲۵ تیر ۱۴۰۱       | ۵۱ دقیقه |
| ۲۰    | «جای خالی یک کلیه»       | ۲۶ تیر ۱۴۰۱       | ۴۷ دقیقه |
| ۲۱    | «مشاوره در حد المپیک»    | ۲۷ تیر ۱۴۰۱       | ۵۰ دقیقه |
| ۲۲    | «زایمان در خارج»         | ۲۸ تیر ۱۴۰۱       | ۴۸ دقیقه |
| ۲۳    | «چالش تربیت فرزند»       | ۲۹ تیر ۱۴۰۱       | ۶۰ دقیقه |
| ۲۴    | «مصائب مدافع حرم شدن»    | ۱ مرداد ۱۴۰۱      | ۵۱ دقیقه |
| ۲۵    | «هواپیما ربایی بودار»    | ۲ مرداد ۱۴۰۱      | ۵۰ دقیقه |
| ۲۶    | «قرار سری در قهوه‌خانه»   | ۳ مرداد ۱۴۰۱      | ۴۸ دقیقه |
| ۲۷    | «روشدن دست‌های پنهان»     | ۴ مرداد ۱۴۰۱      | ۴۲ دقیقه |
| ۲۸    | «رونمایی از آشکارساز»    | ۵ مرداد ۱۴۰۱      | ۵۵ دقیقه |